# Huanghua
Huanghua (黄骅市S, HuánghuáP) è una città-contea della Cina, situata nella provincia di Hebei e amministrata dalla prefettura di Cangzhou.